# Dawi Mansour
 (décembre 2022).
 (décembre 2022).
La mise en forme du texte ne suit pas les recommandations de Wikipédia : il faut le « wikifier ».
Les points d'amélioration suivants sont les cas les plus fréquents. Le détail des points à revoir est peut-être précisé sur la page de discussion.
- Les titres sont pré-formatés par le logiciel. Ils ne sont ni en capitales, ni en gras.
- Le texte ne doit pas être écrit en capitales (les noms de famille non plus), ni en gras, ni en italique, ni en « petit »…
- Le gras n'est utilisé que pour surligner le titre de l'article dans l'introduction, une seule fois.
- L'italique est rarement utilisé : mots en langue étrangère, titres d'œuvres, noms de bateaux, etc.
- Les citations ne sont pas en italique mais en corps de texte normal. Elles sont entourées par des guillemets français : « et ».
- Les listes à puces sont à éviter, des paragraphes rédigés étant largement préférés. Les tableaux sont à réserver à la présentation de données structurées (résultats, etc.).
- Les appels de note de bas de page (petits chiffres en exposant, introduits par l'outil «  Source ») sont à placer entre la fin de phrase et le point final[comme ça].
- Les liens internes (vers d'autres articles de Wikipédia) sont à choisir avec parcimonie. Créez des liens vers des articles approfondissant le sujet. Les termes génériques sans rapport avec le sujet sont à éviter, ainsi que les répétitions de liens vers un même terme.
- Les liens externes sont à placer uniquement dans une section « Liens externes », à la fin de l'article. Ces liens sont à choisir avec parcimonie suivant les règles définies. Si un lien sert de source à l'article, son insertion dans le texte est à faire par les notes de bas de page.
- La présentation des références doit suivre les conventions bibliographiques. Il est recommandé d'utiliser les modèles {{Ouvrage}}, {{Chapitre}}, {{Article}}, {{Lien web}} et/ou {{Bibliographie}}. Le mode d'édition visuel peut mettre en forme automatiquement les références.
- Insérer une infobox (cadre d'informations à droite) n'est pas obligatoire pour parachever la mise en page.

Pour une aide détaillée, merci de consulter Aide:Wikification.
Si vous pensez que ces points ont été résolus, vous pouvez retirer ce bandeau et améliorer la mise en forme d'un autre article.
 (avril 2025).
Améliorez-le ou discutez des points à vérifier. 
Les Dawi Mansour (en arabe: ذو منصور) forment une tribu arabe issue des Banu Maaqil, présente essentiellement dans le nord de la région de Tlemcen en Algérie, mais également dans l'est du Maroc. Autre faction des Banu Maaqil, les Dawi 'Ubayd Allah sont quant à eux situés à l'ouest de Tlemcen, près du littoral.

## Histoire
Pendant plusieurs siècles, Dawi Mansour sont voisins de leurs cousins maaqiliens des Dawi 'Ubayd Allah, des arabes zoghbiens Beni Amer de l'Oranie, des composantes tribales zénètes et occupent dans le Tell tous les territoires situés entre Oujda, Tlemcen et Taourirt.
Pendant le règne des Zianides, le sultan Yaghmoracen, soucieux de l'unité de la région alors que les divisions règnent entre les différents clans, établit des confédérations tribales arabo-berbères. Ainsi, au XIIIème siècle alors que les Dawi Mansour et les Dawi 'Ubayd Allah, alliés autour d'une confédération les réunissant aux Berbères de la tribu des Beni Merin (Mérinides), les Zianides décident de former un clan avec les Arabes zoghbiens des Banu Suwayd, des Beni Amer de l'Oranie et des Hamiyan.

## Généalogie et localisation
Originaires du Yémen, les Banu Maaqil sont séparés en deux groupes : les descendants de Sakîl et ceux de Muhammed. De Sakîl sont nés Ubayd Allah et Tha'lab qui donneront les deux grandes tribus du même nom. Quant à Muhammed ben Maaqil, cinq enfants naquirent : Mukhtar, Mansur, Jalal, Salim et 'Uthman.
Les Dawi Mansour sont descendants de Mansour ben Muhammed ben Maaqil, tandis que leurs cousins Dawi Ubayd Allah et Dawi Hassan descendent de Sakil.